# Louis-Philippe Lagarde
Pour les articles homonymes, voir Lagarde.
Louis-Julien-Patrice Lagarde, né à Madrid le 17 mars 1810 et mort à Marseille le 9 avril 1879, est un négociant et homme politique français, maire de Marseille.

## Biographie
Louis Lagarde est le fils de Louis-Philippe Lagarde, négociant et adjoint au maire de Marseille, et d'Antoinette Marie Calderon.
Négociant, il est conseiller municipal dès l’âge de 30 ans en 1840 puis fut nommé maire après dissolution de l’assemblé municipale par l’Empereur à la demande du préfet Olympe Besson. Il s’oppose à la mise en place pour la ville de Marseille d’un régime analogue à celui de Paris. Il reçut deux fois l’Empereur Napoléon III. D’abord en septembre 1860 pour l’inauguration du Palais de la Bourse. La seconde en novembre de la même année où il convainquit l’empereur d’adopter le projet de percement d’une rue impériale, actuellement rue de la République, au travers des vieux quartiers afin de relier le vieux port aux nouveaux bassins de la Joliette et par conséquent de rejeter le projet consistant à raser les butes des Moulins, de Saint-Laurent et des Carmes. Il obtint également l’approbation de l’élargissement de la rue de Noailles pour prolonger la Canebière.
Lassé de l’autoritarisme du préfet Maupas, il se retira le 29 janvier 1861. Battu aux élections de 1863 par Berryer, il se consacra à sa maison de négoce Claude Clerc et Cie.
Il était conseiller général du Canton de Saint-Étienne-les-Orgues (Basses-Alpes).
Il mourut à son domicile situé au 54 rue Paradis  le 9 avril 1879. Il eut des funérailles officielles au cours desquelles Bernex prononça l’éloge funèbre. Il était chevalier de la légion d’honneur.
Gendre du banquier Joseph Hilarion Roux et beau-frère d'Hilarion Roux et d'Antoni Roux, il est le beau-père d'Alexandre Arthur Warrain.